# NS série 1100
La série 1100, (en néerlandais : reeks 1100), est une série de 60 locomotives électriques utilisées par Nederlandse Spoorwegen (NS), l'opérateur historique des chemins de fer des Pays-Bas.
Elles sont commandées à Alsthom sur le modèle des BB 8100. Livrées entre 1950 et 1956, elles sont progressivement concurrencées à partir de 1980 par des séries plus récentes et les dernières cessent de circuler en mai 1998.

## Description
Les 1100 néerlandaises sont très proches des BB 8100 françaises. Elles diffèrent principalement, outre leur esthétique, par des moteurs plus puissants, une suspension associant ressorts et blocs de caoutchouc, des tampons circulaires et un pupitre de conduite installé à droite. Leur vitesse maximale, 125 km/h, est supérieure à celle des BB 8100.
Lors de leur livraison, elles arborent une livrée bleu pâle avec une ceinture d'aluminium à mi-hauteur de la caisse ; elles sont affectées au dépôt de Maastricht. Le bleu pâle est par la suite remplacé par du bleu foncé. Une nouvelle livrée, appliquée à l'ensemble du parc moteur des NS consiste en un gris foncé avec du jaune sur l'extrémité des caisses et en encadrement des hublots ; les bandeaux en aluminium sont déposés et un troisième phare, sous les vitres frontales, est progressivement installé.
À partir de 1978 et jusqu'en 1981, pour mieux garantir la sécurité du conducteur, elles reçoivent à chaque extrémité un bouclier de protection, appelé botsneus (nez de collision) analogue à celui des locomotives françaises de type nez cassé, dont certaines sont livrées aux NS ; plusieurs accidents antérieurs ayant mis en évidence le blocage des portes en cas de choc. Ce bouclier est peint en jaune, partiellement ou totalement. Les tampons circulaires deviennent rectangulaires. Cette modification influe sur la structure des bogies mais aussi sur la longueur et la masse de la locomotive qui passent respectivement de 12,984  à   14,184 m et de 80  à   83 t.

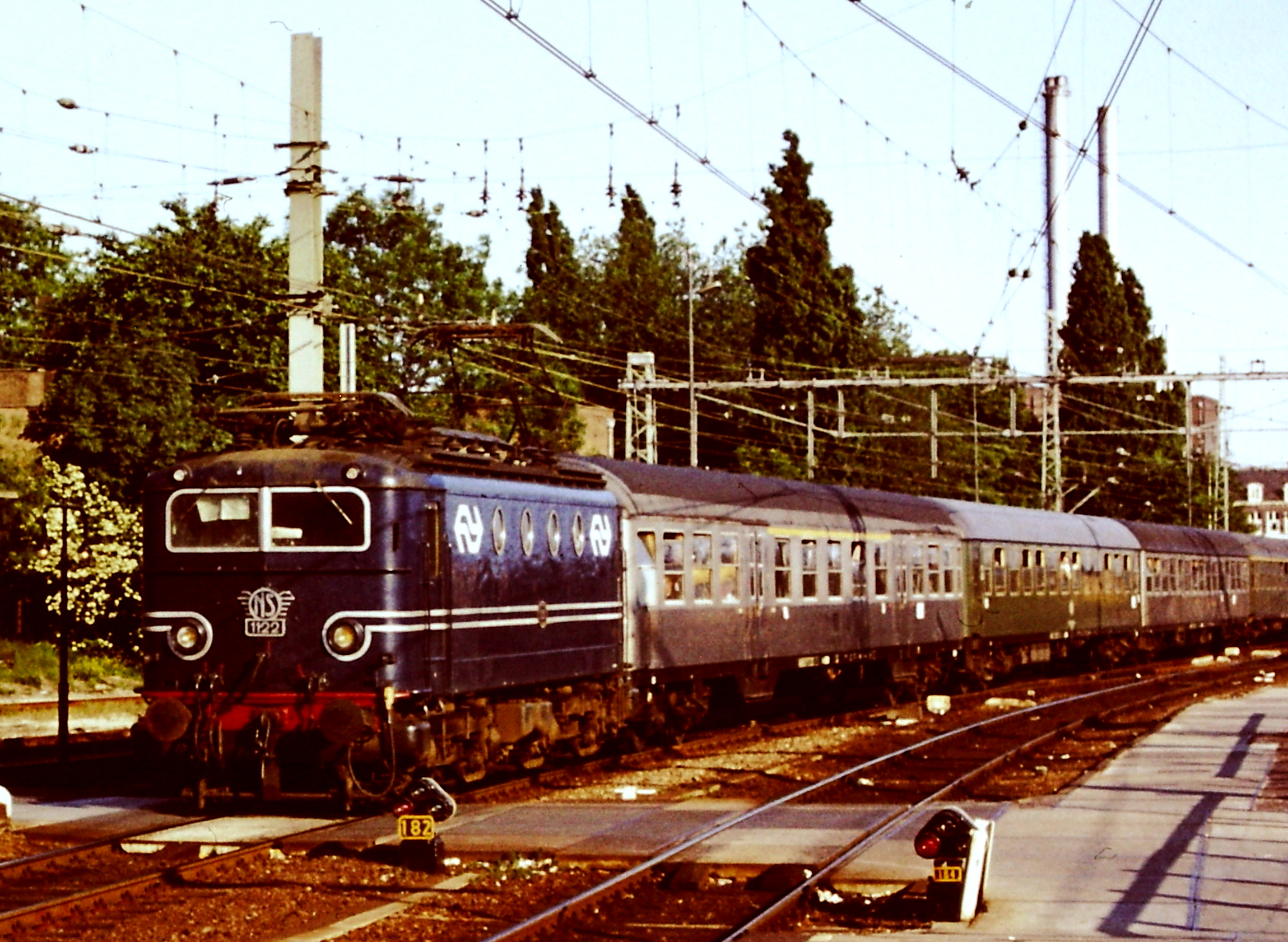
1122 (livrée bleu foncée uniforme).
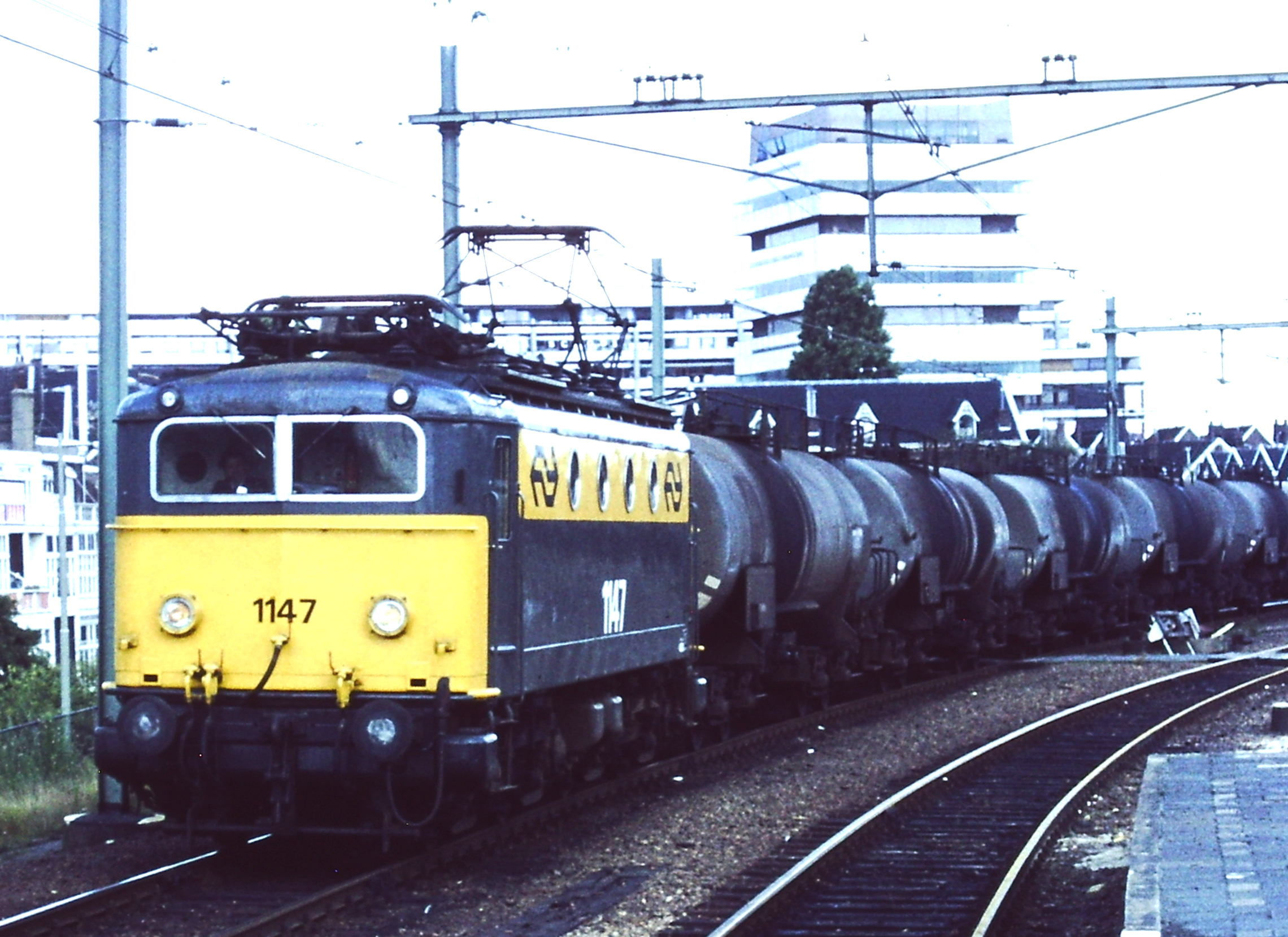
1147 (livrée gris foncé et jaune, sans bouclier).
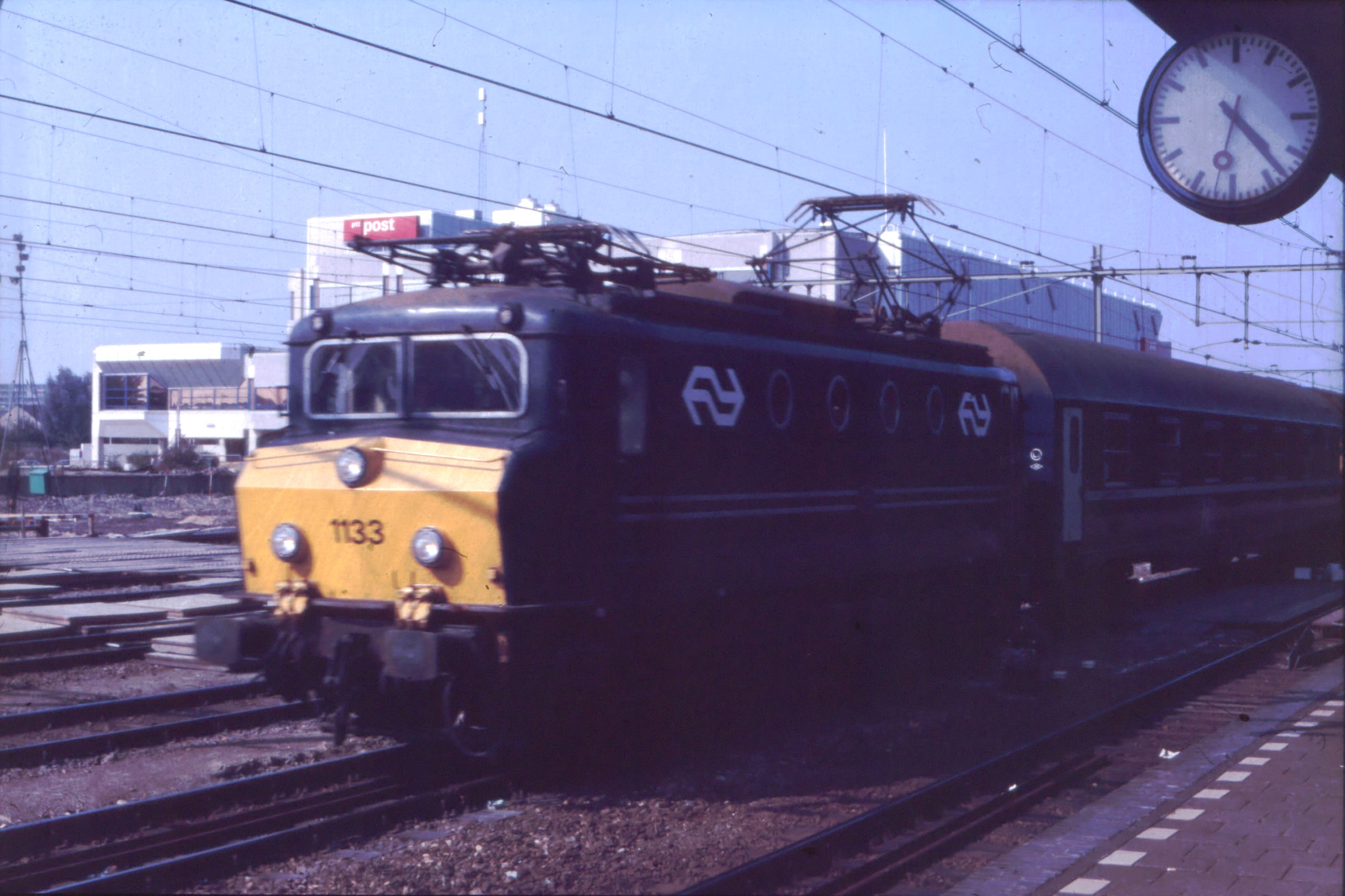
1133 (livrée gris foncé et jaune, bouclier partiellement peint).
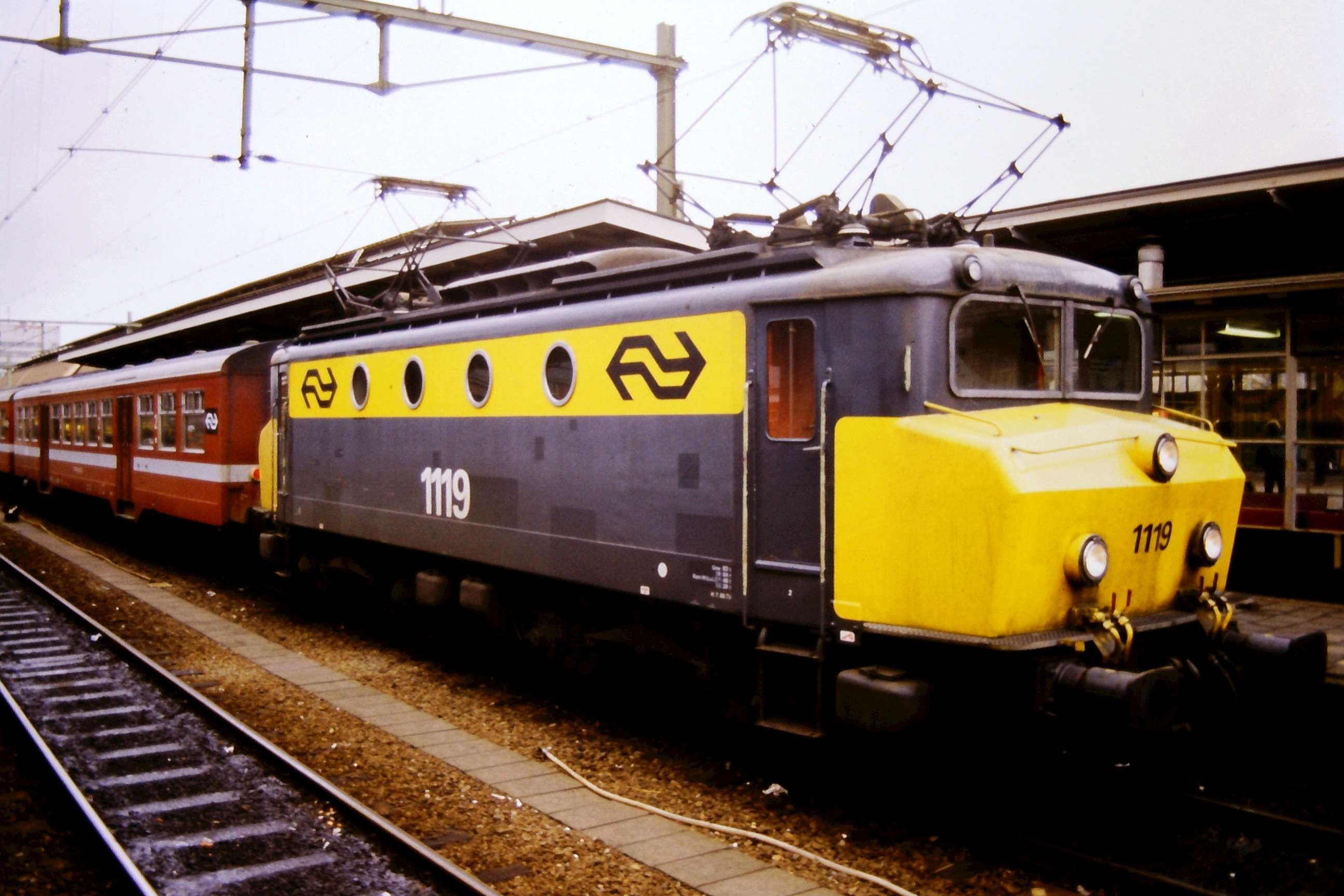
1119 (livrée gris foncé et jaune, bouclier totalement peint).

## Histoire et service
En 1948, dans le cadre de la reconstruction et de l'électrification du réseau ferroviaire fortement éprouvé par la Seconde Guerre mondiale, les NS commandent à Alsthom la première des 60 locomotives électriques extrapolées des BB 8100 destinées à circuler sur ce réseau. Dans l'attente de leur livraison, onze BB 300 de la SNCF sont détachées aux Pays-Bas de 1949 à 1951.
Les 1100 sont livrées de 1950 à 1956 et commencent par circuler, en tête de trains rapides ou express, sur des lignes rayonnant autour d'Amsterdam. À partir de 1951, les Co'Co' série 1200 (nl) (d'inspiration américaine) et 1300 (CC 7100 françaises) leur enlèveront les trains les plus lourds.
Cependant, dès 1980, les 1100 sont concurrencées par les 1600 dérivées des BB 7200, plus modernes et plus rapides. Elles se spécialisent alors dans les trains de fret ou des dessertes voyageurs plus locales. Leur effectif décroît peu à peu : elles sont encore 49 au 31 décembre 1988, 41 fin décembre 1994 mais ne sont plus que onze au 31 décembre 1997. Ces derniers exemplaires sont radiés en bloc le 24 mai 1998.

## Préservation

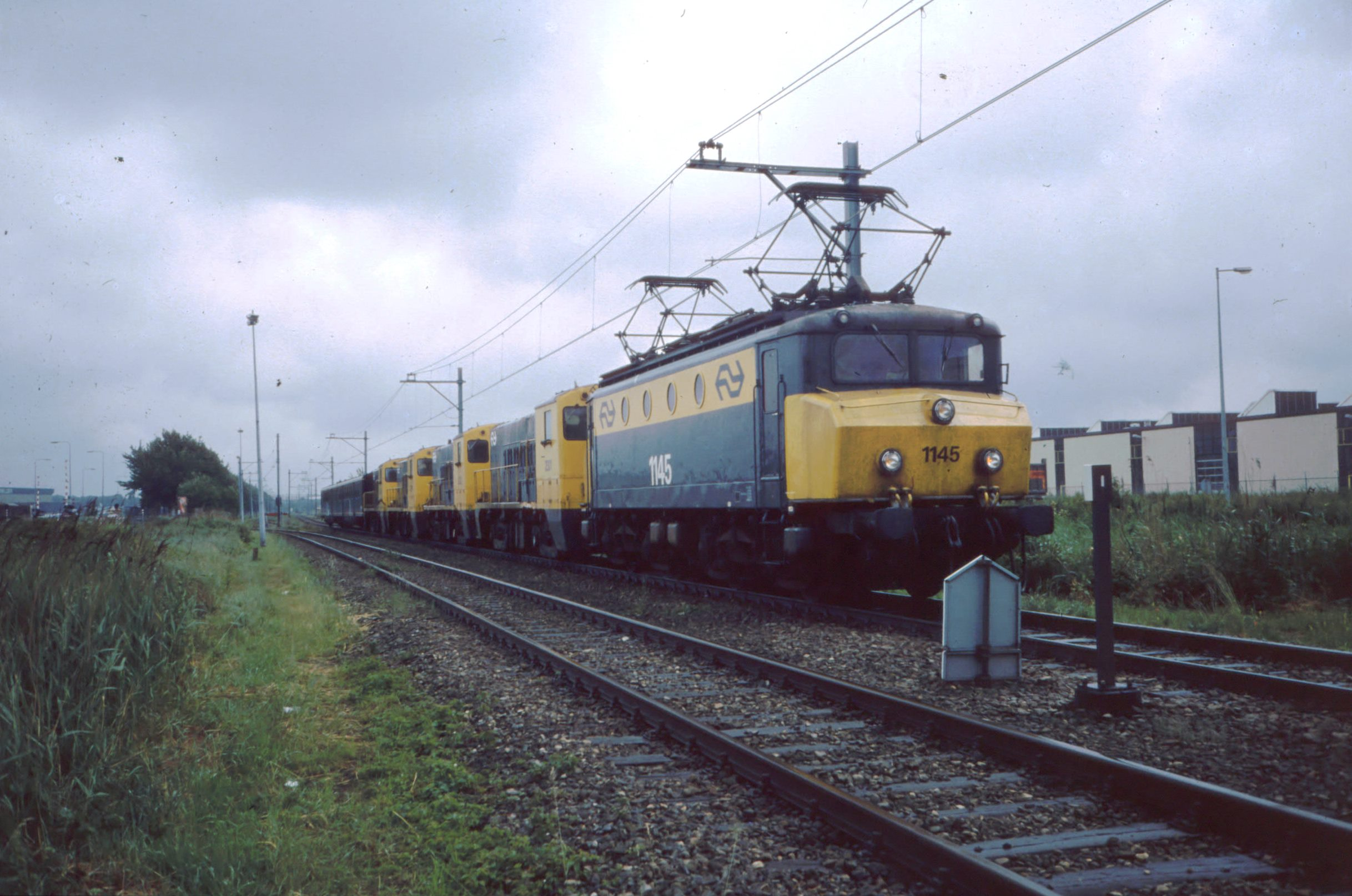
1145 (état final).

Cinq locomotives de la série sont préservées.
Le musée des chemins de fer des Pays-Bas possède la 1107 dans sa version ultime avec capots proéminents ; elle est stationnée à Blerick. La 1122 est confiée à l'association Werkgroep Loc 1501 ; elle figure dans son dernier état. La 1125 est elle aussi conservée, mais dans son état d'origine, au musée des chemins de fer des Pays-Bas à Utrecht. Elle porte toutefois les plaques de la 1122 qui ne devait pas, à l'origine, être sauvegardée. Les 1136 et 1145 sont elles aussi préservées dans leur dernier état, avec capots proéminents par la Stoomtrein Goes-Borsele.